# Вилијам Блејк
Вилијам Блејк (енгл. William Blake; Лондон, 28. новембар 1757 — Лондон, 12. август 1827) био је енглески књижевник, сликар, графичар и мистичар.

## Биографија
Вилијам Блејк је био самоук. Ликовно се образовао копирајући Микеланђела, Рафаела и Дирера и цртајући детаље архитектуре и пластике у Вестминстерској опатији, а књижевну културу је стекао читајући и имитирајући енглеске ренесансне песнике и савремене „предромантике“. 
Године 1784. у Лондону је отворио штампарију. Развио је нову технику гравуре у боји.
Његов поглед на свет формирао се у проучавању Сведенборгових теозофских спекулација и многих расправа о гностицизму и друидизму, остваривши и као сликар и као песник, оригинална дела. Он се можда највише приближио идеалном поимању смисла и слике у својим лирским песмама. Осим „Песничких скица“, његовог првенца, ниједно од његових дела није штампано за његовог живота, а у јавност су могла доспети само у малобројним примерцима које је својеручно израђивао посебном техником обојеног бакрописа, који је сам изумео. Од његових сликарских радова посебно се истичу илустрације Милтона, старозаветне „Књиге о Јову“, Дантеа.
Сматран је чудаком зато што је био својеглав и несклон уживањима овог света. Живео је на рубу сиромаштва и умро потпуно заборављен.

## Дела
- „Брак неба и пакла“,
- „Песме невиности“,
- „Песме искуства“.

| - Songs of Innocence and of Experience (уређено 1794) - Songs of Innocence (уређено 1789) - The Book of Thel* (написано 1788–1790, уређено 1789–1793) - The Marriage of Heaven and Hell (написано 1790–1793) - Visions of the Daughters of Albion* (уређено 1793) - Continental prophecies* - America a Prophecy (уређено 1793) - Europe a Prophecy (уређено 1794–1821) - The Song of Los (уређено 1795) - There is No Natural Religion (написано 1788, вероватно уређено 1794–1795) - The First Book of Urizen* (уређено 1794–1818) - All Religions are One (написано 1788, вероватно уређено 1795) - The Book of Los* (уређено 1795) - The Book of Ahania* (уређено 1795) - Milton* (написано 1804–1810) - Jerusalem The Emanation of the Giant Albion* (написано 1804–1820 додаци чак касније, уређено 1820–1827 and 1832) - Poetical Sketches (написано 1769–1777, уређено 1783 и 1868 као том) - An Island in the Moon (написано 1784, незавршено) - The French Revolution (уређено 1791) - A Song of Liberty (уређено 1792, објављено у The Marriage of Heaven and Hell) - The Four Zoas* (написано 1797–1807, unfinished) - Tiriel* (написано око 1789, уређено 1874) Радови са * сачињавају пророчанске књиге. | - Mary Wollstonecraft, Original Stories from Real Life (1791) - John Gay (1793). Fables by John Gay with a Life of the Author.. John Stockdale, Picadilly - Gottfried August Bürger, Leonora (он није урадио гравуру) (1796) - Edward Young, Night-Thoughts (1797) - Thomas Gray, Poems (1798) - Robert Blair, The Grave (1805–1808) - John Milton, Paradise Lost (1808) - John Varley, Visionary Heads (1819–1820) - Robert John Thornton (1821). Virgil. - The Book of Job (1823–1826) - John Bunyan. The Pilgrim's Progress.. (1824–1827, незавршено) - Dante, Divine Comedy (1825–1827). Блејк је умро 1827 не завршивши рад на овим илустрацијама. Од 102 акварела, 7 је изабрано за гравирање. |